# Phoenix Plaza
Le Phoenix Plaza est un ensemble de deux tours jumelles de bureaux de 101 mètres de hauteur construit dans la ville de Phoenix en 1988 et 1990.
Le Phoenix Plaza I a été construit en 1988.
Le Phoenix Plaza II a été construit en 1990.
La surface de plancher de chacune des tours est de 37 160 m2 desservie par 10 ascenseurs.
L'immeuble a été conçu par le cabinet d'architecte Langdon Wilson Architecture.
Le promoteur (developper) de l'immeuble est Koll Real Estate.